# Gmina zbiorowa Hanstedt
Gmina zbiorowa Hanstedt (niem. Samtgemeinde Hanstedt) – gmina zbiorowa położona w niemieckim kraju związkowym Dolna Saksonia, w powiecie Harburg. Siedziba administracji gminy zbiorowej znajduje się w miejscowości Hanstedt.

## Położenie geograficzne
Gmina zbiorowa Hanstedt jest położona na północnym obrzeżu Pustaci Lüneburskiej ok. 35 km na południe od Hamburga. 
Jest jednocześnie południową granicą powiatu Harburg z powiatem Heidekreis. Od wschodu graniczy z gminą zbiorową Salzhausen, od północy z gminą Seevetal, od północnego zachodu z gminą zbiorową Jesteburg i od zachodu z miastem Buchholz in der Nordheide i gminą zbiorową Tostedt. Na południowych krańcach gminy zaczynają się wrzosowiska Pustaci Lüneburskiej. Przez gminę płynie mała rzeczka Schmale Aue, przez miejscowych nazywana po prostu Aue będąca prawym dopływem Seeve, do której uchodzi w Jesteburgu. Teren gminy jest pagórkowaty i porośnięty lasami.

## Podział administracyjny
Gminy należące do gminy zbiorowej Hanstedt:
1. Asendorf
2. Brackel
3. Egestorf
4. Hanstedt
5. Marxen
6. Undeloh

## Współpraca
- Zomba, Węgry